# Rivière Wapus
Ne doit pas être confondu avec Rivière Wapous.
La rivière Wapus est tributaire de la rive est de la rivière Gens de Terre laquelle se déverse dans le Réservoir Baskatong (bassin versant de la rivière Gatineau et de la rivière des Outaouais). La rivière Wapus traverse les territoires non organisés du Lac-Lenôtre de la municipalité régionale de comté (MRC) de la Vallée-de-la-Gatineau dans la région administrative de l'Outaouais, et du Lac-Marguerite dans la MRC Antoine-Labelle, dans la région administrative de Laurentides, au Québec, au Canada.

## Géographie

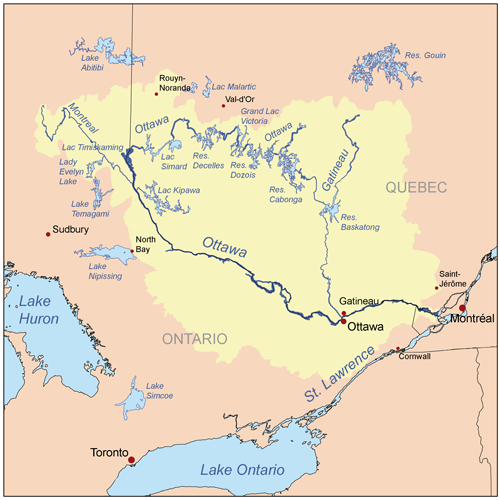
Bassin hydrographique de la rivière des Outaouais.

Les bassins versants voisins de la rivière Wapus sont :
- côté nord : rivière Bélinge ;
- côté est : lac Wapus, rivière du Coucou ;
- côté sud : rivière Lecointre ;
- côté ouest : rivière des Outaouais.

Le lac Wapus (altitude : 390 m) constitue le principal plan d'eau supérieur de la rivière Wapus. Ce lac est situé au sud-ouest du lac Ceizur (altitude : 388 m), à l'est des lac McLennan (altitude : 391 m) et Schierbeck (altitude : 386 m), et au nord-ouest des lacs Vimont (altitude : 404 m) et Lecointre (altitude : 399 m). Le lac Wapus s'alimente du côté nord par les eaux des lacs Bunny (altitude : 394 m) et Dobe (altitude : 421 m).
Le cours supérieur de la rivière Wapus coule vers le sud-ouest en parallèle à la rivière Lecointre. À partir du lac Wapus, la rivière Wapus s'écoule vers le sud-ouest par un détroit qui rejoint le lac Schierbeck que le courant traverse vers le sud-ouest. La rivière continue vers le sud-ouest en se décharge dans le lac Kerrigan (altitude : 381 m) que le courant traverse vers le sud-ouest. Un détroit relie ce dernier lac au lac Rondo que le courant traverse vers l'ouest. Puis la rivière se déverse dans le lac Roost (altitude : 372 m), puis le lac Rachel (altitude : 370 m).
À partir du lac Rachel, la rivière poursuit son cours vers le sud-ouest jusqu'à la décharge (venant du nord-ouest) du lac Riga. Puis la rivière s'oriente vers l'est jusqu'à la décharge d'un ruisseau venant du nord. Puis la rivière se dirige vers le sud-est en recueillant la décharge du lac Forecast, jusqu'à sa confluence avec la rivière Lecointre.
À partir de la confluence de ces deux rivières, la partie inférieure de la rivière Wapus poursuit son cours vers le sud-ouest jusqu'au lac Cousson (altitude : 322 m), en recueillant la décharge du lac Pensive (altitude : 369 m) ; ainsi que dans une zone de marais la décharge (venant du sud-est) des lacs Mille-Feuille (altitude : 382 m) et Garbo (altitude : 364 m). Puis la rivière poursuit son cours ves le sud-ouest, en recueillant la décharge du lac Cautley et en formant plusieurs serpentins jusqu'à son embouchure.
La rivière Wapus se déverse en traversant un delta sur la rive est de la rivière Gens de Terre, à la confluence avec une petite rivière venant du sud-est. L'embouchure de la rivière Wapus est située en aval de la chute du Petit lac Poignan et en amont des rapides du Saut du Crapaud.

## Toponymie
Le toponyme rivière Wapus a été officialisé le 5 décembre 1968 à la Banque des noms de lieux de la Commission de toponymie du Québec.